# Светлинен стълб
Светлинният стълб или слънчев стълб е вертикален стълб или колона от светлина, образуваща се обикновено по време на изгрев или залез. Изглежда, че се образува под слънцето, особено ако наблюдателят вижда феномена от високо или далече. Причината за явлението са шестоъгълни ледени кристали, които могат да бъдат разположени вертикално или хоризонтално. Обикновено хоризонталните са на около 6° над хоризонта, докато вертикалните са обикновено на около 20. Кристалите се ориентарат в близка до хоризонтална линия, като падат или плават през въздуха. Ширината и видимостта на светлинния стълб показват разположението на кристалите.
Светлинните стълбове могат да се формират и около Луната, като и около улични или други ярки светлини. Формираните от земна светлина стълбове обикновено се извисяват по-високо от формираните от Слънцето и Луната. Колкото е по-близо наблюдателят до източника, толкова по-видима става ориентацията на ледените кристали.